# Strive Masiyiwa
Strive Masiyiwa (20 de enero de 1961) es un emprendedor zimbabuense radicado en Londres. Fundador de la empresa de telecomunicaciones Econet Global, es uno de los empresarios africanos de mayor relevancia.

## Trayectoria
Strive Masiyiwa nació en 1961 en Rhodesia del Sur (más tarde Zimbabue). Cuando tenía siete años, su familia abandonó el país después de que el primer ministro Ian Douglas Smith hiciera una declaración unilateral de independencia del Reino Unido. Asistió a una escuela privada en Edimburgo (Escocia). Tras graduarse en 1978, viajó de regreso a Rhodesia para unirse a las fuerzas guerrilleras antigubernamentales de Robert Mugabe y Joshua Nkomo. Sin embargo, regresó a Reino Unido y se licenció en ingeniería eléctrica en la Universidad de Gales en 1983. Trabajó primero en ZPTC, la compañía telefónica de Zimbabwe, empresa que más tarde dejó para iniciar su propia empresa de servicios de ingeniería. Pasados unos años la vendió y fundó en 1993 Econet Wireless Zimbabwe, una empresa de telecomunicaciones. 
El gobierno de Zimbabue le negó a Econonet Wireless una licencia de telefonía. Masiyiwa apeló ante el Tribunal Constitucional de Zimbabue. El tribunal de Zimbabue falló a su favor después de una batalla legal de cinco años que lo llevó al borde de la bancarrota. La sentencia, que condujo a la abolición del monopolio estatal de las telecomunicaciones, se considera uno de los hitos en la apertura del sector africano de las telecomunicaciones al capital privado. El primer abonado de telefonía móvil de la empresa se conectó a la nueva red en 1998. Por su victoria contra el gobierno en los tribunales, se convirtió en una figura emblemática para muchos miembros de la oposición en el país. 
En marzo de 2000, Masiyiwa, huyendo de la persecución de las autoridades locales, abandonó Zimbabwe y se trasladó primero a Sudáfrica, donde fundó Econet Wireless Group, una nueva empresa que opera en varios países, separada de la empresa zimbabuense que cotiza en bolsa. En febrero de 2022 se retiró de la dirección operativa de Econet, aunque conservando en su poder el 50 por ciento de las acciones de Econet Wireless Zimbabwe. 